# Viatges amb la meva tia
Viatges amb la meva tia (títol original en anglès: Travels with My Aunt) és una pel·lícula estatunidenca de 1972 dirigida per George Cukor. Ha estat doblada al català. Està basada en la novel·la homònima de Graham Greene de 1969.

## Argument
En les exèquies de la seva mare, Henry Pulling - director jubilat d'una sucursal bancària - troba la seva tia Augusta, germana de la difunta, d'aproximadament setanta-sis anys. Molt casolana, no té més que una sola passió, les dàlies. Es tornaran a veure molt sovint i la seva tia, molt original, el ficarà en un periple tumultuós pel món. Després d'un cap de setmana a Brighton, prendran l'Orient-exprés fins a Istanbul. De tornada a Anglaterra, prendran la Fletxa d'or i aniran a meditar sobre la tomba del pare de Henry a Boulogne-sur-Mer. Després, sense notícies de la seva tia durant sis mesos, Henry rep una carta convidant-lo a anar a Buenos Aires – i anirà fins a Asunción. Solter, Henry Pulling, qui mai no havia sortit d'Anglaterra, se n'assabentarà de novetats en aquest viatge, per a la seva tia.

## Repartiment
- Maggie Smith: Tia Augusta Bertram
- Alec McCowen: Henry Pulling
- Louis Gossett Jr.: Zachary
- Robert Stephens: Ercole Visconti
- Cindy Williams: Tooley
- Robert Flemyng: Crowder
- José Luis López Vázquez: Achille Dambreuse
- Raymond Gérôme: Mario
- Daniel Emilfork: Coronel Hakim
- Corinne Marchand: Louise
- David Swift: Inspector de policia John Sparrow

## Premis i nominacions

### Premis
- Oscar al millor vestuari 1973 per Anthony Powel

### Nominacions
- Oscar a la millor actriu per Maggie Smith
- Oscar a la millor direcció artística per John Box, Gil Parrondo i Robert W. Laing
- Oscar a la millor fotografia per Douglas Slocombe
- BAFTA a la millor fotografia per Douglas Slocombe
- BAFTA a la millor pel·lícula per Jay Presson Allen i Hugh Wheeler
- Globus d'Or a la millor pel·lícula musical o còmica
- Globus d'Or a la millor actriu musical o còmica per Maggie Smith
- Globus d'Or al millor actor secundari per Alec McCowen